# Complexe sportif de Yopougon
Le complexe sportif de Yopougon, également connu sous le nom de complexe sportif Jesse-Jackson, est un stade omnisports ivoirien (servant principalement pour le football) situé à Yopougon, quartier ouest de la ville d'Abidjan.
Le stade, inauguré dans les années 1980, sert d'enceinte à domicile à l'équipe de football du Yopougon Football Club.

## Histoire
Le stade ouvre ses portes au milieu des années 1980.
En 2009, le pasteur et homme politique américain Jesse Jackson visite Abidjan. Le complexe est alors renommé en son honneur.
En 2018, la pelouse est rénovée et un gazon synthétique est installé, pour un coût de 260 millions de francs CFA.